# Гадальные кости

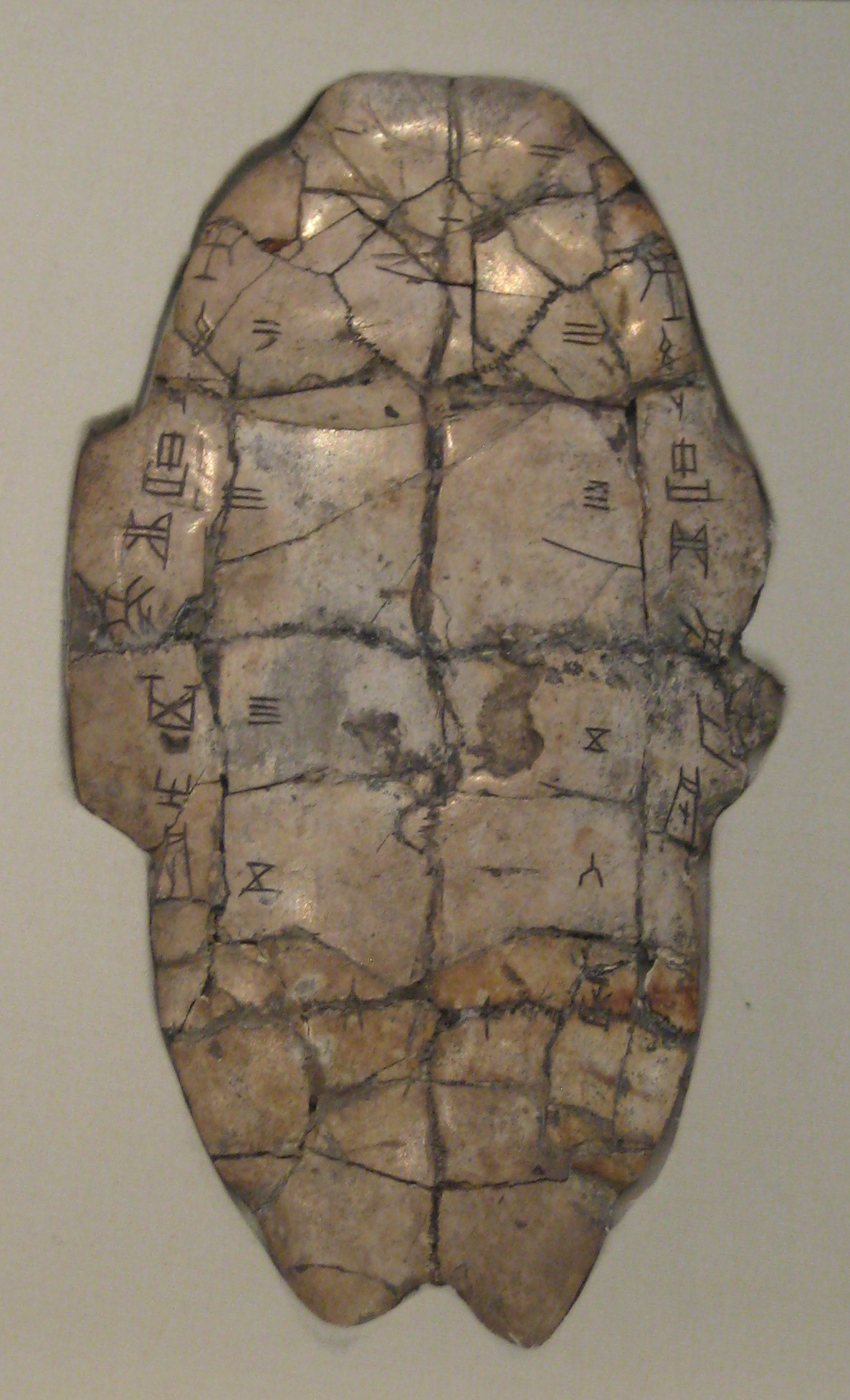
Панцирь черепахи с гадальными надписями.

Гадальные кости (кит. трад. 甲骨, пиньинь jiǎgǔ) — типичные для государства Шан (XIV—XI вв. до н. э.) артефакты из кости животных или черепашьего панциря, которые жрецы-гадатели в присутствии правителя обмакивали в жертвенную кровь и накаляли на огне до раскалывания. Гадание (т.н. пластромантия) осуществлялось по форме образовавшихся трещин. Результаты наносились на кость в форме иероглифов, известных как цзягувэнь («письмена на черепашьих панцирях и костях»): эти надписи дают представление о ранней форме китайской письменности.
В конце XIX века кости шанской эпохи использовались в традиционной китайской медицине как снадобье от малярии и ножевых ранений. Только в 1899 г. было открыто их истинное происхождение и предназначение, после чего кости стали модным предметом коллекционирования.
Археологи Китайской республики организовали систематические поиски и сбор гадальных костей как древнейших памятников китайской письменности. Наиболее крупным центром археологических исследований в этой области стал Аньян. По находкам в нём удалось восстановить полную родословную правителей Шан, устранив сомнения в недостоверности её традиционных описаний.

## Динамика исследований и новые открытия
Обозревая первые 60 лет изучения гадальных костей, Дун Цзобин (1895-1963), иногда называемый «отцом» этой дисциплины, пессимистично отметил, что её пик пришёлся на 1930-е годы. Это наблюдение было опубликовано в его книге 1965 году. Однако вскоре последовали две крупные находки:
В 1973 году в ходе раскопок к югу от Сяотунь (Аньян) были обнаружены более 5 000 костей и панцирей (ещё 579 надписанных единиц были найдены неподалёку в 1991 году, в Хуаюаньчжуан).
В 1976 году в Фэнчу (Цишань, Шэньси) ок. 17  тыс. фрагментов черепашьих панцирей были обнаружены в остатках дворца периода Западная Чжоу.